# جاكوب كوكس
جاكوب كوكس (بالإنجليزية: Jacob Cox)‏ هو رسام وفنان أمريكي، ولد في 9 نوفمبر 1810، وتوفي في 2 يناير 1892.